# Rajagopal Muthukumaraswamy
Rajagopal Muthukumaraswamy (1936-2017), editor, bibliotecario, traductor y erudito tamil. También es el director gerente de South India Saiva Siddhanta Works Publishing Society Ltd. (también conocida como Kazhagam).

## Biografía
Muthukumaraswamy ha sido conocido por los académicos de investigación tamiles durante más de 6 décadas. Como escritor, ha contribuido en la traducción de famosos clásicos ingleses como Kadathapatta David (David Copperfield), Wakefield Pathariyar ( El vicario de Wakefield), Karumani Malar (Black Tulip), Thayathu (Talisman) de Sir Walter Scott, Sirumi Eithi (Heidi) por Johanna Spyri, Indira Priyadharshani & 1008 Commemoration Bibliography. También ha compilado una bibliografía de libros en tamil junto con el Dr. S. R. Ranganathan, el padre del Movimiento Bibliotecario de la India.
Nacido en Chennai, Muthukumaraswamy recibió su educación en Madrás. Después de graduarse en 1957 se formó en Biblioteconomía. Educación: BA (Hons) (Literatura tamil) (1957) Pachaiyappa's College, MA (1958), DLS (1959), B.Lib.Sc. (1961).
En 1980, se unió como Gerente General de South India Saiva Siddhanta Works Publishing Society Ltd. y fue ascendido a Director Gerente en 1983. Además de publicar manuscritos antiguos y libros raros, Kazhagam administra una biblioteca llamada Biblioteca Maraimalai Adigal que se inició en memoria de Maraimalai Adigal y comenzó su carrera como bibliotecario de esta biblioteca. La biblioteca se considera importante para Tamil Research Scholars. Como bibliotecario ha ayudado a más de 500 académicos a preparar su tesis para Ph.D., M.Litt., & M.Phil., grado. Mostró un gran interés en recopilar artículos relacionados con la historia y la cultura tamiles y tamiles. Del mismo modo, algunas de las colecciones se utilizaron para publicar un libro en 1946 llamado Madras Presidency Tamil Sangam, esto está registrado por el autor en el libro llamado 'Antinomias del ensayo de la modernidad' y su trabajo también está registrado en otro libro llamado La provincia del libro. como, 'La editorial Saiva Siddhanta Kazhagam, que ocupa un lugar central en la historia editorial tamil. V. Subbiah Pillai y su aparente heredero R. Muthukumaraswamy habían construido esta biblioteca a lo largo de los años como lugar para las impresiones tamiles. Además, es el editor de la revista literaria Tamil llamada SenTamizh Selvi.

### Puestos ocupados
- 1960-1970: Secretario - Asociación de Bibliotecas de Madrás, Madrás.
- 1963: Miembro - Institución de Estándares de la India, Comité de Bibliotecas, Capítulo de Madrás.
- 1967: Secretario - II Conferencia Internacional Tamil - Comité de Exposición.
- 1981: Secretario y Tesorero de la V Conferencia Internacional Tamil, Madurai. (Estudios de papel y área de seminarios - Universidad Madurai Kamaraj
- 2003-2005: Presidente BAPASI - Feria del Libro de Chennai.

### Premios
- Premio Dr. S. R. Ranganathan por Servicio Bibliotecario.
- Premio de la Federación de Editores Indios por el servicio líder de publicación tamil.
- Sentamizh Selvar virudhu por el Gobierno de Tamil Nadu